# 1779 en santé et médecine
| Années de la santé et de la médecine : 1776 - 1777 - 1778 - 1779 - 1780 - 1781 - 1782    |
| Décennies de la santé et de la médecine : 1740 - 1750 - 1760 - 1770 - 1780 - 1790 - 1800 |

Cet article présente les faits marquants de l'année 1779 en santé et médecine.

## Événements
France
- Une épidémie de dysenterie tue près de 175 000 personnes dans l’ouest du royaume (dont 45 000 pour la seule Bretagne)[1].

Royaume-Uni
- Un registre des causes de décès est institué dans les hôpitaux navals britanniques[2].

## Publication
- Franz-Anton Mesmer, Mémoire sur la découverte du magnétisme animal, Genève et Paris, Didot le jeune, 1779 (lire en ligne).
- (en) Percivall Pott, Remarks on that kind of palsy of the lower limbs, which is frequently found to accompany a curvature of the spine, To which are added, observations on the necessity and propriety of amputation in certain cases, Londres, 1779. Percivall Pott décrit le mal qui porte son nom (mais sa cause, le bacille de la tuberculose, demeure inconnue[2]).

## Naissances
- 5 octobre : Jean Hameau (mort en 1851), médecin et homme politique français.
- 12 octobre : Jacques Clarion (mort en 1851), médecin et botaniste français.

## Décès
- 3 janvier : Claude Bourgelat (né en 1712), écuyer et vétérinaire français.
- 14 février : James Cook (né en 1728), explorateur et cartographe britannique qui a obtenu la médaille Copley en 1776 pour un article décrivant sa méthode pour préserver la santé de l'équipage du HMS Resolution.
- 11 avril : Joseph de Jussieu (né en 1704), médecin[3] et botaniste français, membre de l'expédition de Charles Marie de La Condamine, chargée de mesurer l'arc du méridien à l'équateur.
- Septembre : John Armstrong (né en 1709), médecin militaire et poète écossais[4].
- 12 décembre : Charles Le Roy (né en 1726), médecin, inventeur et contributeur à l'Encyclopédie.

Date non connue
- Jean-Paul Limperani (né en 1694), médecin corse, auteur d'une histoire générale de la Corse.